# Diego Ulissi
Diego Ulissi (* 15. Juli 1989 in Cecina) ist ein italienischer Radrennfahrer.

## Sportliche Laufbahn
Diego Ulissi gewann bei den Juniorenweltmeisterschaften 2006 und 2007 jeweils die Goldmedaille im Straßenrennen.
Nach zwei Jahren bei der Elite schloss er sich 2010 dem UCI ProTeam Lampre-Farnese Vini an und gewann in seinem ersten Jahr dort das Eintagesrennen Gran Premio Industria e Commercio di Prato. Sein erstes WorldTour-Rennen gewann er auf der 17. Etappe des Giro d’Italia 2011, nachdem Giovanni Visconti, der ihn im Sprint einer Ausreißergruppe besiegte, wegen Behinderung zurückgesetzt wurde. Sein bis dahin erfolgreichstes Jahr war 2013, in dem er das Etappenrennen Settimana Internazionale, eine Etappe der Polen-Rundfahrt und die italienischen Halbklassiker Mailand–Turin, Coppa Sabatini und Giro dell’Emilia gewann.
2014 konnte er an die Erfolge des Vorjahres anschließen. Zu Beginn der Saison gelang ihm ein Etappensieg bei der australischen Tour Down Under. Danach siegte er beim italienischen Eintagesrennen Gran Premio Città di Camaiore. Beim Giro d’Italia 2014 konnte er die fünfte sowie die achte Etappe jeweils nach Attacken auf ansteigenden Zielpassagen für sich entscheiden.
Anschließend wurde Diego Ulissi von seinem Team Lampre-Merida zweimal vorläufig suspendiert. Die erste Suspendierung erfolgte im Juni, nachdem eine positive Dopingprobe nach der elften Etappe des Giro d’Italia auf Salbutamol bekannt geworden war. Nachdem der Schweizer Verband ein Disziplinarverfahren eingeleitet hatte – der Italiener fährt mit Schweizer Lizenz –, erfolgte eine erneute Suspendierung im September. Das Team wies darauf hin, dass Ulissi vor der Etappe wegen einer Erkrankung der Bronchien ein erlaubtes Medikament eingenommen habe, das Salbutamol enthalte. Wegen dieses Vorfalls wurde Ulissi im Januar 2015 für neun Monate gesperrt. Die Sperre begann rückwirkend am 25. Juni 2014 und endete am 28. März 2015.
Nach Ablauf der Sperre gewann Ulissi die hügelige 7. Etappe des Giro d’Italia 2015 im Sprint des Hauptfelds. Im Jahr 2016 konnte er zwei Etappensiege beim Giro d’Italia einfahren und das spanische Eintagesrennen Circuito de Getxo gewinnen. Im Jahr 2017 fuhr er die Tour de France, doch konnte den erhofften Etappensieg nicht realisieren. Er gewann jedoch zum ersten Mal ein Eintagesrennen der Kategorie World-Tour bei seinem Sieg beim Grand Prix Cycliste de Montréal 2017, nachdem er ein Jahr zuvor noch den dritten Platz belegt hatte.
2018 gewann Ulissi eine Bergetappe bei der Tour de Suisse. 2019 gewann er den Gran Premio di Lugano und die Gesamtwertung der Slowenien-Rundfahrt. Im Folgejahr gewann Uliissi zwei Etappen beim Giro d’Italia 2015 und im Herbst die Gesamtwertung der Luxemburg-Rundfahrt. Ende 2020 musste Ulissi für Monate eine Pause von Training und Rennen einlegen, da bei ihm eine Herzmuskelentzündung diagnostiziert worden war. Nach seiner Genesung konnte er im Juni 2021 eine Etappe der Slowenien-Rundfahrt gewinnen.

## Erfolge
2006

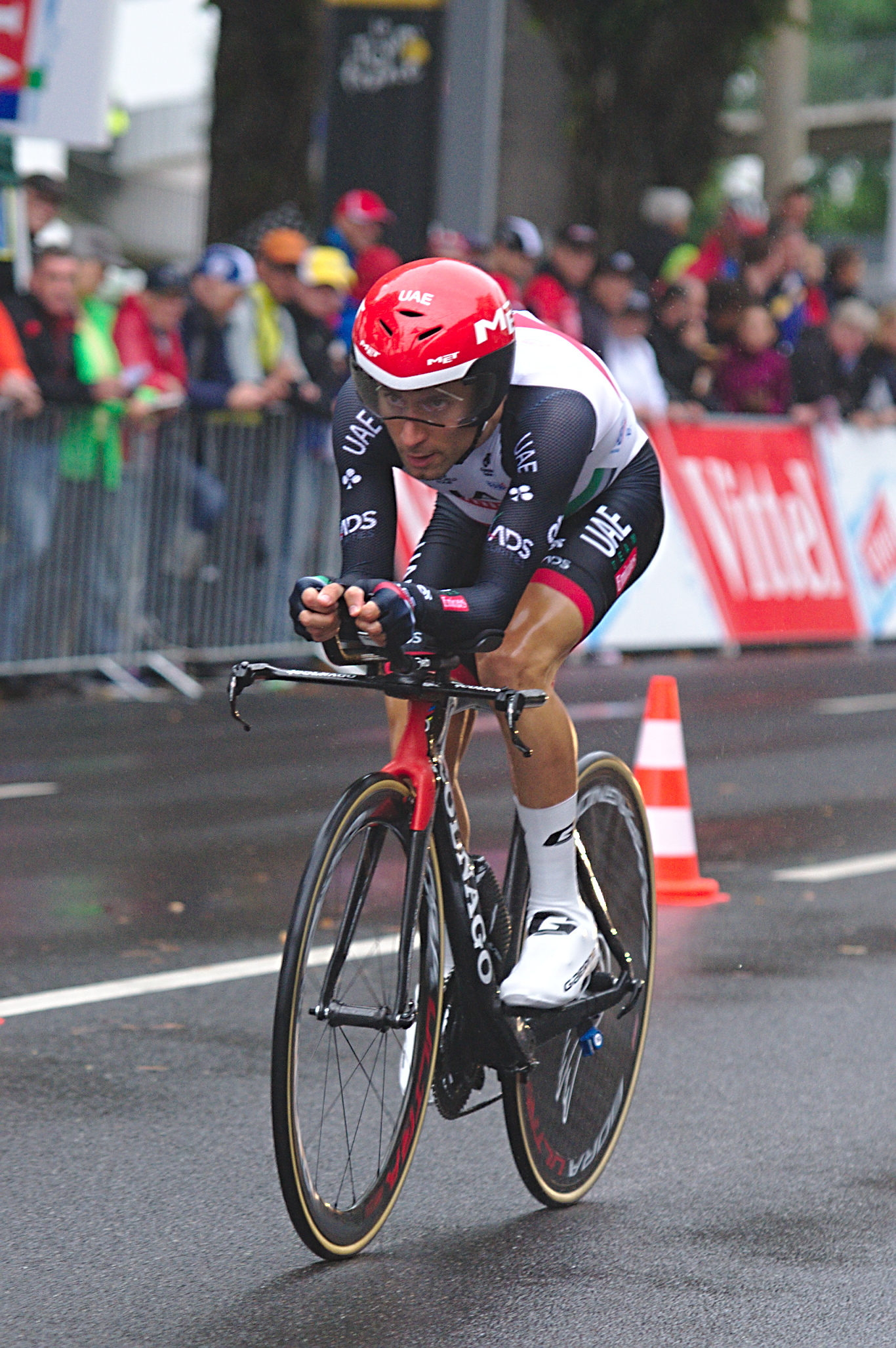
Ulissi beim Grand Depart der Tour 2017 in Düsseldorf

- Weltmeister – Straßenrennen (Junioren)

2007
- Weltmeister – Straßenrennen (Junioren)

2010
- Gran Premio Industria & Commercio di Prato

2011
- eine Etappe Giro d’Italia
- Gesamtwertung, eine Etappe, Berg- und Nachwuchswertung Slowenien-Rundfahrt

2012
- zwei Etappen Settimana Internazionale
- Gran Premio Industria e Commercio Artigianato Carnaghese

2013
- Gesamtwertung und eine Etappe Settimana Internazionale
- eine Etappe Polen-Rundfahrt
- Mailand–Turin
- Coppa Sabatini
- Giro dell’Emilia

2014
- eine Etappe Tour Down Under
- Gran Premio Città di Camaiore
- zwei Etappen Giro d’Italia

2015
- eine Etappe Giro d’Italia
- Memorial Marco Pantani

2016
- zwei Etappen Giro d’Italia
- eine Etappe Tour de Slovénie
- Circuito de Getxo
- Gesamtwertung und eine Etappe Czech Cycling Tour

2017
- Gran Premio Costa degli Etruschi
- Grand Prix Cycliste de Montréal
- Gesamtwertung und eine Etappe Türkei-Rundfahrt

2018
- eine Etappe Tour de Suisse

2019
- Gran Premio di Lugano
- Gesamtwertung und eine Etappe Slowenien-Rundfahrt
- Tokyo 2020 Test Event

2020
- Gesamtwertung, zwei Etappen und Punktewertung Luxemburg-Rundfahrt
- zwei Etappen Giro d’Italia

2021
- eine Etappe Slowenien-Rundfahrt
- Gesamtwertung und zwei Etappen Settimana Ciclistica Italiana

2022
- Gran Premio Industria & Artigianato
- eine Etappe Tour du Limousin

2023
- eine Etappe Oman-Rundfahrt

2024
- eine Etappe Settimana Internazionale Coppi e Bartali
- Gesamtwertung und eine Etappe Österreich-Rundfahrt
- Punktewertung Polen-Rundfahrt

2025
- Punktewertung Griechenland-Rundfahrt
- Giro dell’Appennino

## Grand-Tour-Platzierungen
| Grand Tour            | 2011 | 2012 | 2013 | 2014 | 2015 | 2016 | 2017 | 2018 | 2019 | 2020 | 2021 | 2022 | 2023 | 2024 | 2025 |
| --------------------- | ---- | ---- | ---- | ---- | ---- | ---- | ---- | ---- | ---- | ---- | ---- | ---- | ---- | ---- | ---- |
| Giro d’ItaliaGiro     | 40   | 21   | –    | DNF  | 64   | 21   | –    | 28   | 42   | 38   | 17   | 37   | 28   | –    | 21   |
| Tour de FranceTour    | –    | –    | –    | –    | –    | –    | 39   | –    | –    | –    | –    | –    | –    | –    |      |
| Vuelta a EspañaVuelta | –    | –    | 32   | –    | –    | –    | –    | –    | –    | –    | –    | –    | –    | –    |      |